# Bryobiota giulianii
Bryobiota giulianii är en skalbaggsart som först beskrevs av Moore 1978.  Bryobiota giulianii ingår i släktet Bryobiota och familjen kortvingar. Inga underarter finns listade i Catalogue of Life.